# Nokia Lumia 800
Il Nokia Lumia 800 è uno smartphone prodotto da Nokia in collaborazione con Microsoft.

## Storia
È stato presentato dal CEO della Nokia Stephen Elop, il 29 ottobre 2011 presso il Nokia World 2011. È il primo telefono cellulare Nokia a servirsi del sistema operativo Windows Phone.

## Dettagli
Il design dello smartphone riprende in tutto e per tutto, tranne che per la presenza del tasto della fotocamera e la posizione del flash led, quello del Nokia N9. È fatto di policarbonato plastico ed è disponibile in quattro diversi colori: ciano, nero, bianco o magenta; successivamente è stata resa disponibile anche la versione "gloss white".
Come tutti i Windows Phone ha 7 tasti obbligatori: tasti volume (up and down), tasto fotocamera, tasto accensione/spegnimento/blocco/sblocco e i 3 tasti Start, Indietro e Cerca, che nel Lumia 800 sono a sfioramento.
Nokia ha deciso, come Apple nei suoi ultimi iPhone 4 e 4S, di usare una micro-SIM. Il vano di quest'ultima è in alto, accanto a quello per la presa micro-USB.
Il telefono è stato lanciato nel Regno Unito (in contemporanea con l'Italia) il 16 novembre 2011.
Lo smartphone è stato pubblicizzato molto da Nokia che avendo perso molta quota di mercato con gli ultimi Symbian, ha puntato tutto su WindowsPhone. La campagna pubblicitaria ha come slogan "The Amazing Everyday". Lo schermo di questo dispositivo è AMOLED 3,7" 800x480 Gorilla Glass, la sua fotocamera è di 8 MPX. Il suo processore è di 1,4 GHz.
Una versione speciale limitata, di soli 40 esemplari, è stata prodotta dalla casa finlandese per essere data in dotazione a Bruce Wayne, interpretato da Christian Bale, nel film Il cavaliere oscuro - Il ritorno.